# Haven van Roscoff - Bloscon
De haven van Roscoff - Bloscon is een haven in het Franse departement Finistère, in het puntje van Bretagne.
Op deze plek is al van oudsher een haven gevestigd, maar de huidige diepzeehaven stamt uit 1972. De haven is de voornaamste voor rechtstreeks scheepsverkeer met Ierland. Er zijn veerdiensten op Cork en Rosslare. De haven wordt geëxploiteerd door de plaatselijke kamer van koophandel, de CCI métropolitaine Bretagne ouest.
Er is sedert 2012 ook een jachthaven met 625 ligplaatsen.

## Installaties
De haven beschikt over twee kades, een van 120 meter en 90 voor vrachtschepen tot 5000 ton. Daarnaast is er een kade van 240 meter speciaal voor roll-on-roll-offschepen - hier vooral ferries - met een oprit van 70 meter en bijbehorende installaties. Er zijn daarnaast ook twee kades van 190 meter gereserveerd voor de visserij.

## Verbindingen
Men kan van de haven van Roscoff met de route nationale 12 naar het binnenland reizen. Het station Roscoff ligt op minder dan een kilometer van de haven, er is echter geen goederenspoor naar de haven.